# Lycoris albiflora
Lycoris albiflora är en amaryllisväxtart som beskrevs av Gen-Iti Koidzumi. Lycoris albiflora ingår i släktet Lycoris och familjen amaryllisväxter. Inga underarter finns listade i Catalogue of Life.